# Đắk Sin
Đắk Sin là một xã thuộc huyện Đắk R'lấp, tỉnh Đắk Nông, Việt Nam.

## Địa lý
Xã Đắk Sin nằm ở phía nam huyện Đắk R'lấp, có vị trí địa lý:
- Phía đông giáp các xã Đạo Nghĩa và Nghĩa Thắng
- Phía tây giáp các Đắk Ru và Hưng Bình
- Phía nam giáp tỉnh Lâm Đồng với ranh giới là sông Đồng Nai
- Phía bắc giáp các xã Kiến Thành và Quảng Tín.

Xã có diện tích 100,96 km², dân số năm 2007 là 6.424 người, mật độ dân số đạt 64 người/km².

## Hành chính
Xã Đắk Sin được chia thành 11 thôn: 1, 2, 3, 4, 5, 7, 10, 11, 12, 13, 16.

## Lịch sử
Xã Đắk Sin được thành lập vào ngày 26 tháng 5 năm 1992 trên cơ sở 12.600 ha diện tích tự nhiên và 1.349 người của xã Đạo Nghĩa, 5.400 ha diện tích tự nhiên của xã Quảng Tín.
Sau khi thành lập, xã có 18.000 ha diện tích tự nhiên và 1.349 người.
Ngày 18 tháng 10 năm 2007, Chính phủ ban hành Nghị định 155/2007/NĐ-CP. Theo đó, thành lập xã Hưng Bình trên cơ sở điều chỉnh 8.892 ha diện tích tự nhiên và 3.465 người của xã Đắk Sin.
Sau khi điều chỉnh địa giới hành chính, xã Đắk Sin còn lại 10.096 ha diện tích tự nhiên và 6.424 người.
Ngày 30 tháng 9 năm 2019, Hội đồng Nhân dân tỉnh Đắk Nông ban hành Nghị quyết 24/NQ-HĐND về việc sáp nhập thôn 14 vào thôn 5.